# 大夜味站
大夜味站（：／ Daeyami yeok */?）是首都圈电铁4号线沿線的一座高架車站，位於韓國京畿道軍浦市大夜味洞。

## 車站結構
站體為2面2線側式月台的高架車站，候車月台設有月台幕門。本站至修理山站之間為中性區路段。

### 月台配置
| ↑ 修理山 |
| \| ２    |
| 半月 ↓   |

| 月台 | 路線             | 目的地                 |
| ---- | ---------------- | ---------------------- |
| 1    | ●首都圈电铁4号线 | 舍堂、首爾站、堂嶺方向 |
| 2    | ●首都圈电铁4号线 | 中央、安山、烏耳島方向 |

## 歷史
- 1988年10月25日：安山線開通的同時開始營業。

## 車站周邊
- 半月水庫
- 月光寺
- 軍浦市衛生所
- 軍浦大夜味圖書館

## 圖片

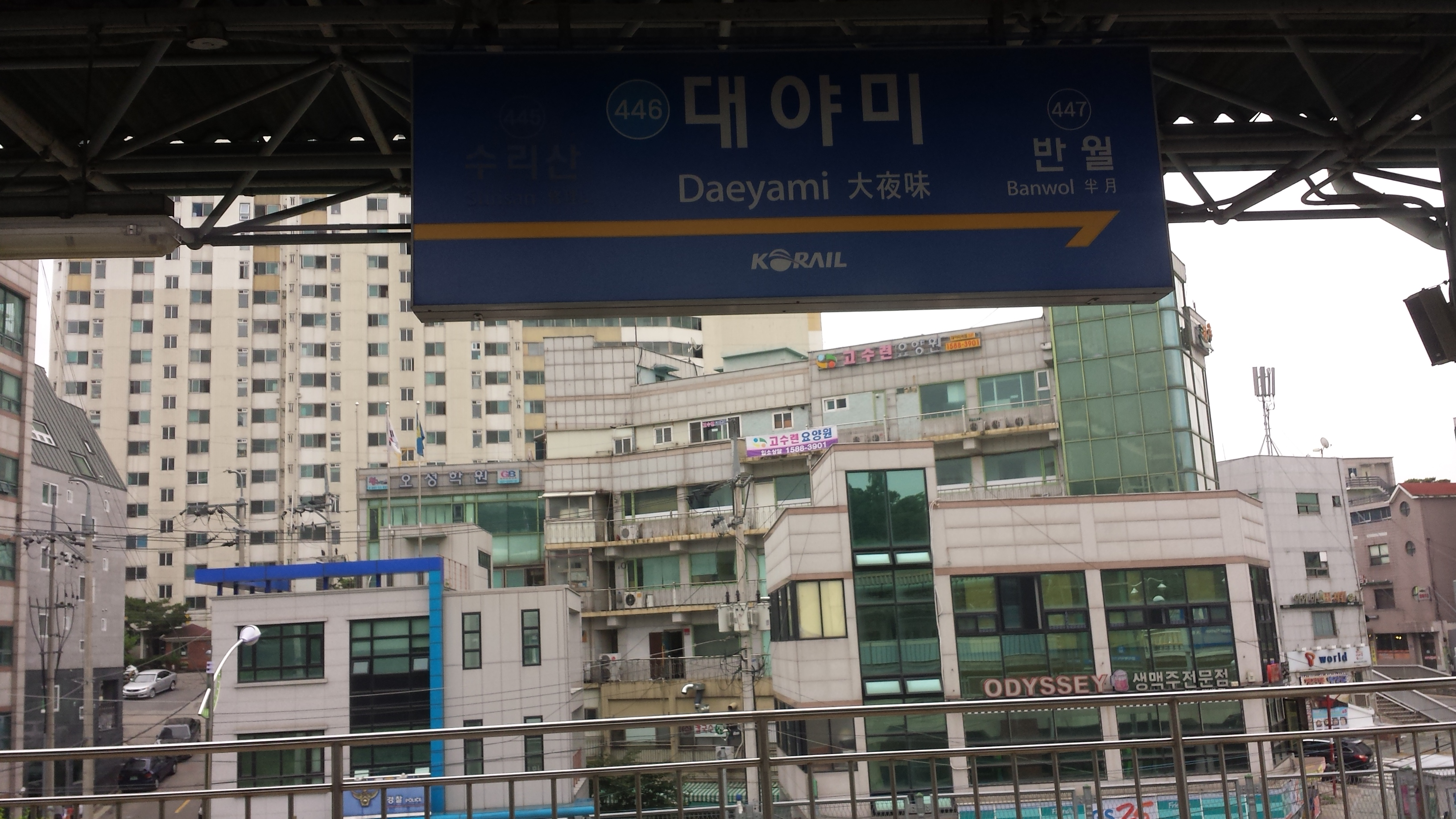
站名牌
候車月台
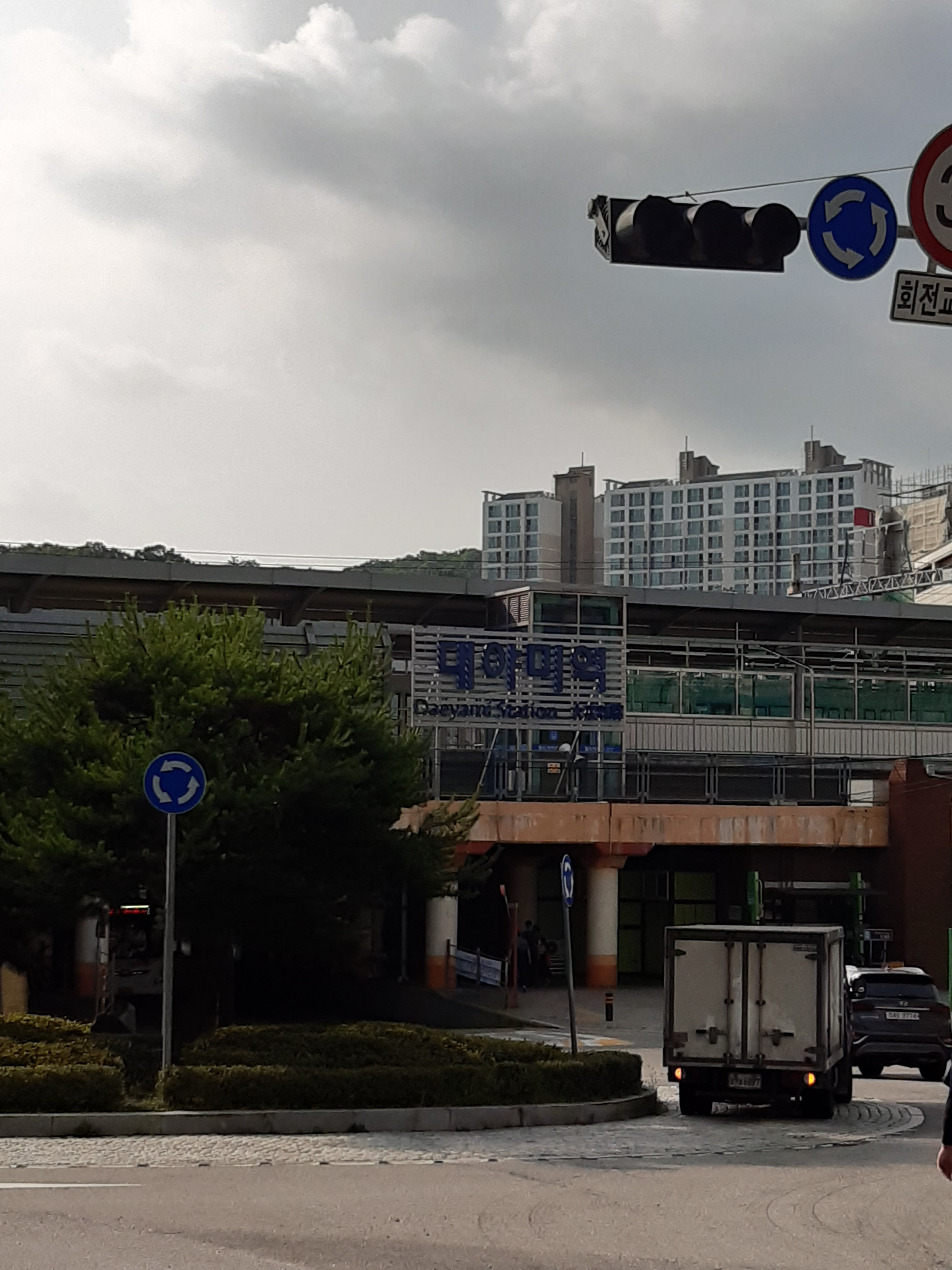
車站建築

## 相鄰車站
韓國鐵道公社
●首都圈电铁4号线
緩行
修理山（445）－大夜味（446）－半月（447）